# Passiflora conzattiana
Passiflora conzattiana är en passionsblomsväxtart som beskrevs av Ellsworth Paine Killip. Passiflora conzattiana ingår i släktet passionsblommor, och familjen passionsblomsväxter. Inga underarter finns listade i Catalogue of Life.